# Hoesung Lee
Hoesung Lee (이회성; Contea di Yesan, 31 dicembre 1945) è un economista sudcoreano.
Egli è attualmente presidente dell'Intergovernmental Panel on Climate Change (IPCC). È professore in "economia del riscaldamento globale", dell'energia e dello sviluppo sostenibile nella Graduate School of Energy, Environment, Policy & Technology presso l'Università della Corea nella Repubblica di Corea. Lee conseguì il suo baccalaureato in economia nell'Università Nazionale di Seul e il dottorato di ricerca (Ph.D.) in economia nella Rutgers University (New Jersey, USA).
Iniziò la sua carriera di economista lavorando per la ExxonMobil. Lee fu eletto alla presidenza dell'Intergovernmental Panel on Climate Change (IPCC) il 6 ottobre 2015. Uno dei suoi fratelli maggiori è Lee Hoi-chang, ex Primo ministro della Corea del Sud e tre volte candidato alla presidenza.
Nel suo discorso di apertura come Presidente dell'IPCC alla sua 48ª sessione tenutasi ad Incheon, Corea del Sud, nell'ottobre 2018, egli ha definito questa sessione dell'IPCC come "una delle più importanti" della sua storia. Il punto di riferimento Special Report on Global Warming of 1.5ºC (SR15) fu rilasciato nella sessione dell'8 ottobre 2018.